# جيمس إس. براون
جيمس إس. براون (بالإنجليزية: James S. Brown)‏ هو محامي وسياسي أمريكي، ولد في 1 فبراير 1824 في هامبدين في الولايات المتحدة، وتوفي في 15 أبريل 1878 في شيكاغو في الولايات المتحدة. حزبياً، نشط في الحزب الديمقراطي. وقد انتخب عضو مجلس النواب الأمريكي.